# Athanasía Tsoumeléka
Athanasía Tsoumeléka (grekiska: Αθανασία Τσουμελέκα), född den 2 januari 1982, är en grekisk friidrottare som tävlar i gång.
Tsoumeléka deltog vid EM i München 2002 där hon slutade på en nionde plats på 20 km gång. Hon deltog även vid VM 2003 där hon slutade på en sjunde plats. Hennes stora framgång kom vid Olympiska sommarspelen 2004 på hemmaplan i Aten där hon vann guld på 20 km gång. 
Hon deltog även vid Olympiska sommarspelen 2008 i Peking där hon försökte försvara sitt guld men slutade på en nionde plats, på tiden 1:27.54 vilket var ett nytt personligt rekord.